# آنتیوخوس دوم

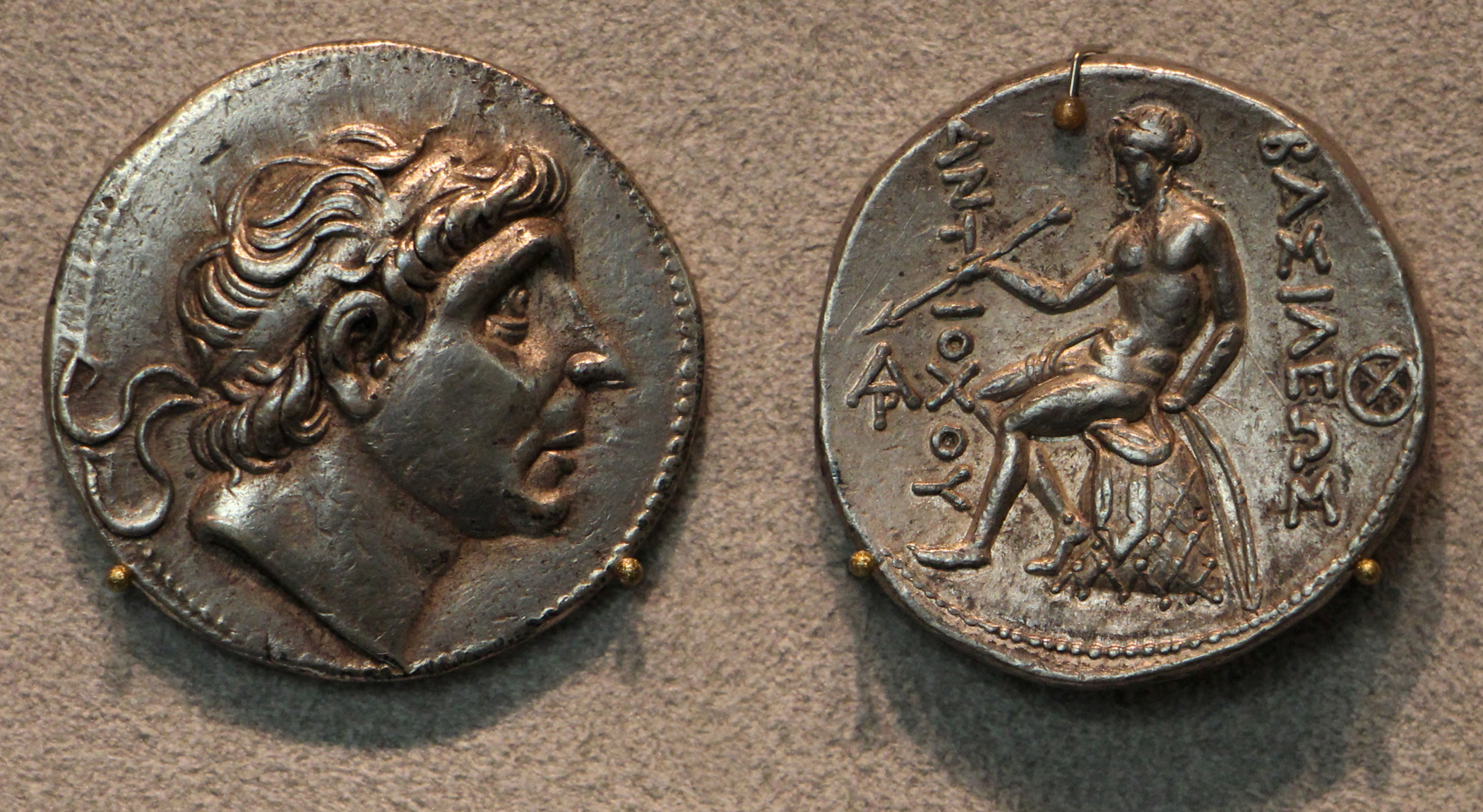
آنتیوخوس دوم

آنتیوخوس دوم تئوس (به یونانی: Αντίοχος Β' Θεός)(۲۸۶-۲۶۴ (پیش از میلاد)) پادشاه سلوکی از ۲۶۱ تا سال مرگش بود (۲۵ سال). لقب او تئوس در زبان یونانی به معنای خداست.

## زندگی و پادشاهی

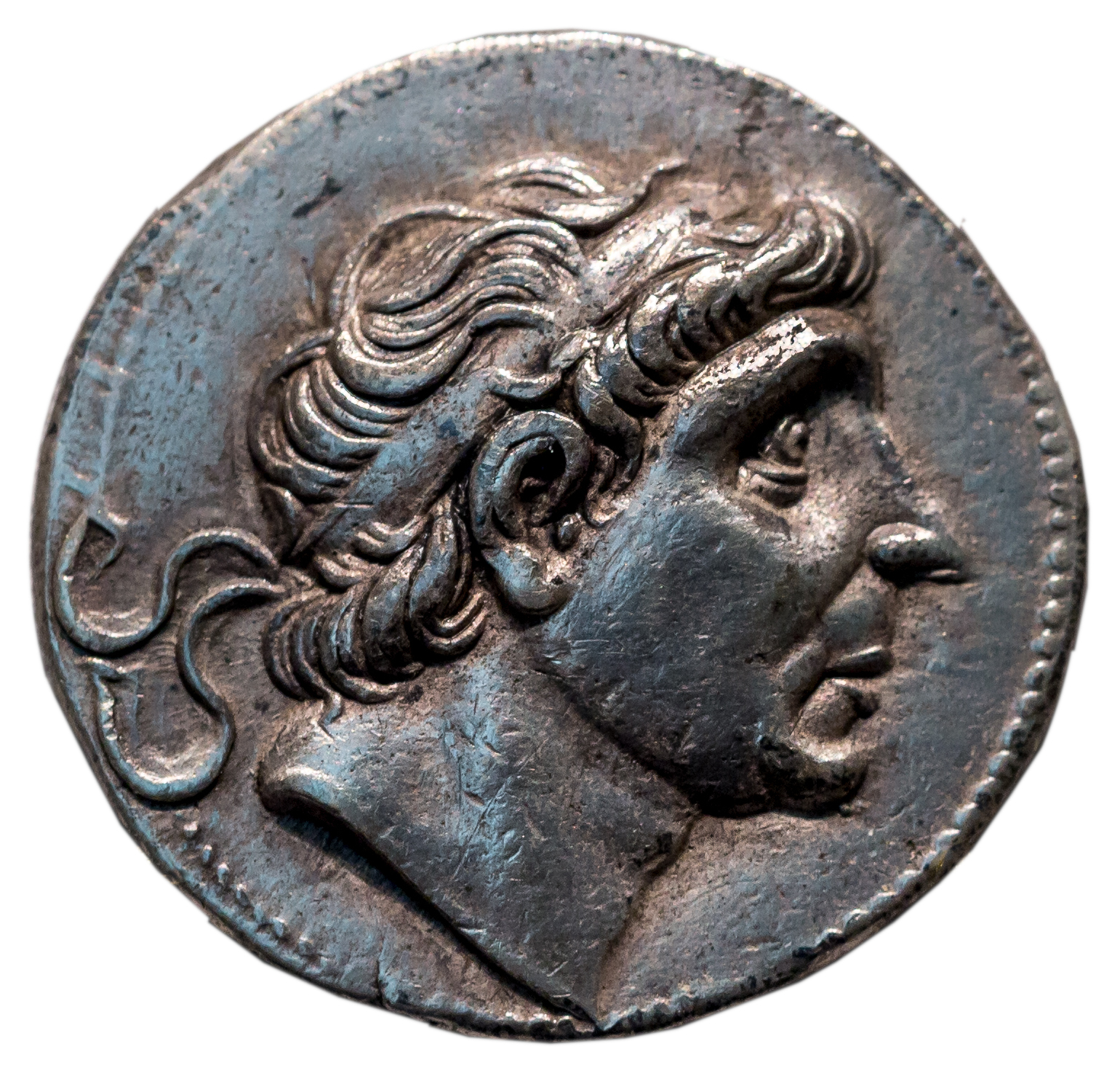
انتیوخوس دوم

آنتیوخوس دوم کوچکترین پسر آنتیوخوس یکم از همسرش استراتونیس سوری بود. او میراث بر جنگ‌های سوری با مصر باستان بود و این دومین جنگ را در کرانه‌های آسیای کوچک پی گرفت. خشونت او در این جنگ‌ها برایش لقب تئوس (=خدا) را به ارمغان آورد.
در کشاکش جنگ با مصر، آندراگوراس ساتراپ پارت اعلام استقلال کرد. به گفتهٔ تروگ پومپه‌ای ساتراپ باکتریا دیودوتوس نیز در ۲۵۵ پ.م. بر او شورید و پادشاهی یونانی باکتریا را بنیاد نهاد. در پی این رویدادها، آنتیوخوس دوم با بطلمیوس دوم آشتی کرد و به دومین جنگ سوری پایان داد.
آنتیوخوس دوم همچنین همسرش لائودیس یکم را از خود راند و وی را به افسوس تبعید کرد. سپس برای استواری پیمانش دختر بطلمیوس برنیس را به زنی گرفت و کابین کلانی را نیز به دست آورد؛ ولی لائودیس دسیسهٔ بسیاری کرد تا به شهبانویی بازگردد و سرانجام نیز در ۲۶۴ پیش از میلاد آنتیوخوس برنیس و پسر خردسالش را در انطاکیه رها نمود و به آسیای کوچک رفت تا دوباره به لائودیس بپیوندد، ولی لائودیس او را زهر خوراند و کشت و همزمان در انطاکیه هوادارانش برنیس و کودک خردسالش را کشتند. آنگاه لائودیس پسرش سلوکوس دوم را شاه خواند.